# Dům Velké hanzy (Tallinn)
Dům Velké Hanzy (estonsky Suurgild, německy Große Gilde) je historická budova, která se nachází v centru Starého Města (Vanalinn) v Tallinnu. Byla postavena v roce 1410 Hanzovní ligou, což byl německý svaz obchodníků. 
V současnosti se zde nachází Muzeum estonských dějin (estonsky: Eesti Ajaloomuuseum).
V roce 2013 byl Dům Velké Hanzy jednou z prvních památek, které byly zařazeny do programu Evropského kulturního dědictví.

## Historie

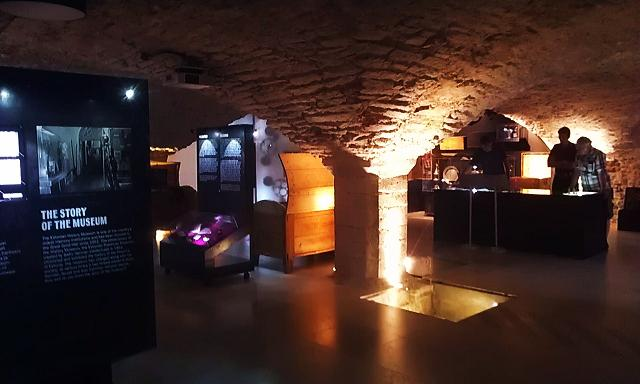
Sklepení Domu Velké Hanzy

Ve středověku se ve sklepě budovy skladovalo víno. V době fungování Hanzovní ligy se v tomto domě konala řada akcí – od velkolepých večírků až po bohoslužby a soudní jednání. V 19. a 20. století zde býval vinný sklep Das Süsse Loch ("Sladká díra"). V té době byl dům známý jako burza. Sloužil nejen k podnikání, ale také jako umělecký prostor.
Od roku 1952 se Dům Velké Hanzy stal sídlem Muzea estonských dějin.
V letech 2010–2011 prošla budova důkladnou rekonstrukcí.